# 吉見屋園吉
吉見屋 園吉（よしみや そのきち、生没年不詳）とは江戸時代末期の江戸の地本問屋である。

## 来歴
幕末に江戸の人形町通新乗物町において地本問屋を営業している。歌川国芳、歌川広重の錦絵を出版している。

## 作品
- 歌川国芳 「宮本無三四」 大判 国立国会図書館所蔵
- 歌川国芳 「頼豪阿闍梨・大江匡房郷」 大判 国立国会図書館所蔵
- 歌川国芳・歌川広重 「源頼朝大仏供養之図」 大判3枚続 嘉永初期ころ